# Dosoftei Barilă
Dosoftei (la naștere: Dimitrie Barilă; n. 26 octombrie 1624, Suceava, Moldova – d. 13 decembrie 1693, Jovkva, Coroana Regatului Poloniei, Polonia-Lituania, în poloneză Zolkiew) a fost un cărturar român, mitropolit al Moldovei, poet și traducător. În 2005 Biserica Ortodoxă Română l-a trecut în rândul sfinților.

## Viața

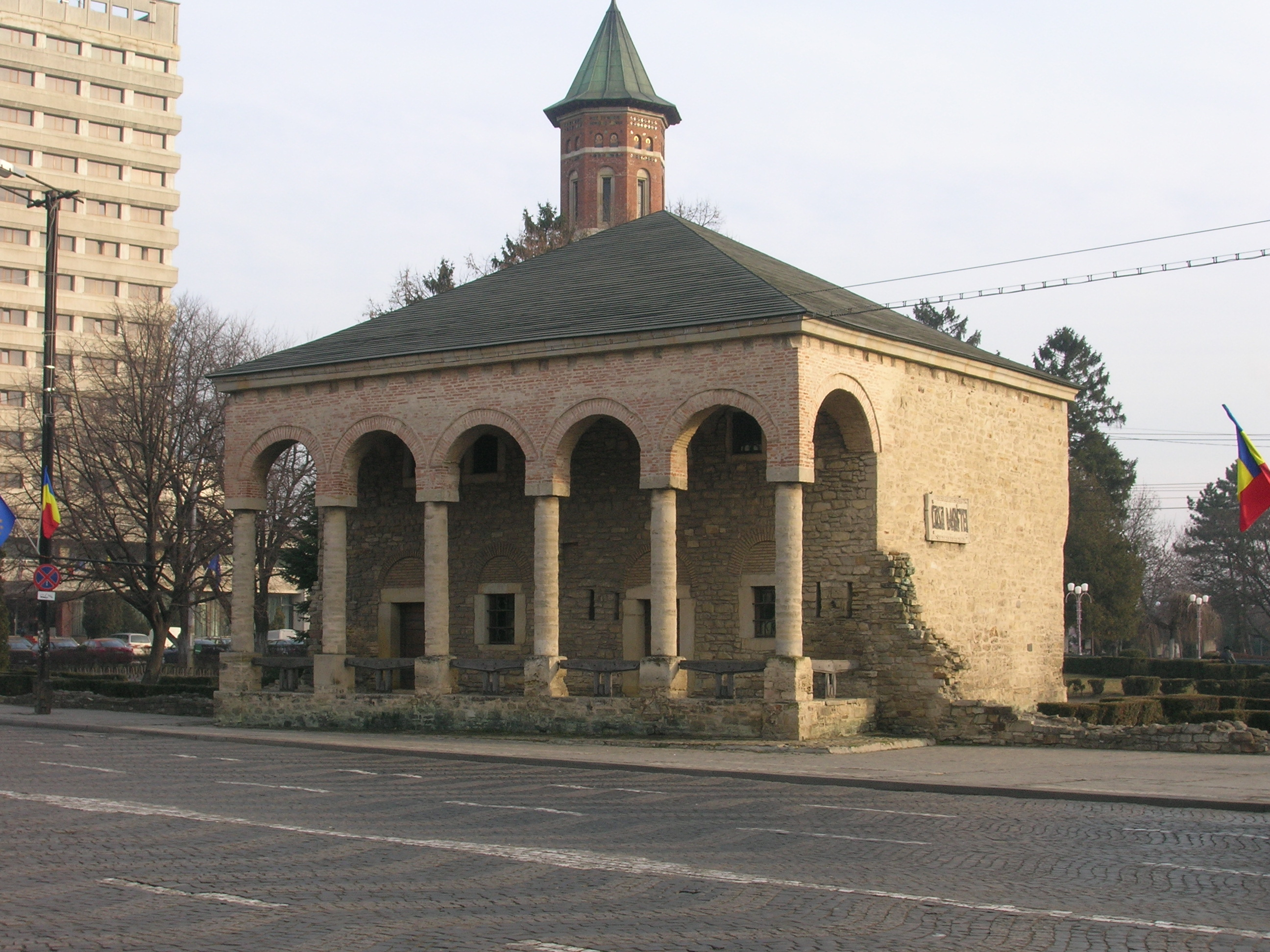
Casa Dosoftei din Iași

Numele tatălui său a fost Leontari, numele mamei Misira și numele bunicului Barilă.
A învățat în Iași probabil la Colegiul întemeiat în 1640 la Mănăstirea Sfinții Trei Ierarhi din Iași, apoi la Școala Frăției Ortodoxe din Liov, unde a făcut studii umaniste și de limbi. Cunoștea limba elenă, latina, slavona și polona. Datorită relațiilor sale cu patriarhul Moscovei și cu Nicolae Milescu, aflat acolo, a adus din Rusia un teasc de tipografie cu litere, cu care a tipărit la Mitropolia din Iași, în românește, principalele cărți liturgice, unele traduse de el însuși. El a fost unul dintre ierarhii care au promovat introducerea limbii române în biserică.
Călugărit la Probota (denumirea veche Pobrata) (c. 1648), sub numele Dosoftei, a fost ales episcop la Huși (1658 - 1660) și Roman (1660 - 1671), apoi mitropolit al Moldovei (1671-1674 și 1675 - 1686). După 1665 începe opera sa „Psaltirea în versuri”, pe care o va tipări la mănăstirea Uniev din Ucraina în 1673. Pentru elaborarea Psaltirii în versuri a consultat o ediție grecească a Vulgatei și Psaltirea în versuri a lui Jan Kochanowski. „Psaltirea în versuri a lui Dosoftei, în care întâlnim elemente care amintesc foarte bine ritmul și sistemul de rimă al poporului, poate fi socotită ca începutul poeziei scrise a românilor”. Până în depărtate locuri au răzbătut psalmii în versuri ai lui Dosoftei, și mulți, în ceasuri de tristețe, au repetat versurile-i frumoase de plângere (N. Iorga, op. cit.):
„ La apa Vavilonului,

         Jelind de țara Domnului
          Acolo șezum și plînsem,

          La voroava că ne strînsem

          De te-aș putea uita-te,

          Ierusalime cetate...””
A scris și versuri originale la stema Moldovei: Stihuri la luminatul herb a Țării Moldovei, care prefațează Psaltirea. În toamna anului 1686, datorită evenimentelor politice din acea vreme, a fost dus în Polonia de oștile regelui Jan Sobieski, unde a rămas până la sfârșitul vieții.
A fost unul dintre cei mai mari cărturari din istoria română, fiind primul poet național, primul versificator al Psaltirii în tot Răsăritul ortodox, primul traducător din literatura dramatică universală și din cea istorică în românește, primul traducător al cărților de slujbă în românește în Moldova, primul cărturar român care a copiat documente și inscripții, unul dintre primii cunoscători și traducători din literatura patristică și post patristică și care a contribuit la formarea limbii literare românești.

## Lucrări tipărite
- Psaltirea în versuri, Uniev 1673, cu peste 500 p., și 8634 de versuri (la un loc cu Acatistul Născătoarei de Dumnezeu)
- Dumnedzăiasca Liturghie, Iași, 1679 (ed. a Ii-a, Iași, 1683)
- Psaltirea de-nțeles, Iași, 1680 (text paralel: slavon și român)
- Molitvălnic de-nțeles, Iași, 1683, având, după prefață, un Poem cronologic despre domnii Moldovei, cu 136 versuri
- Parimiile preste an, Iași, 1683, având tipărit din nou Poemul cronologic, cu mici adaosuri și modificări
- Viața și petriaceria sfinților, 4 volume Iași, 1682-1686, lucrare de compilație, după izvoare bizantine (Simeon Metafrastul, Maxim Margunios) și slave

## Lucrări în manuscris
Ca monah la Probota, a tradus, pentru prima oară în românește, Istoriile lui Herodot, Cronograful lui Matei Cigalas, un Pateric grecesc, cartea Mântuirea păcătoșilor a lui Agapie Landos și fragmente din Viața și minunile a Sf.  Vasile cel Nou.
Ca episop de Roman a revizuit traducerea Vechiului Testament făcută de Nicolae Milescu, care s-a tipărit la București, în 1688.  În timp ce se afla în exil în Polonia, a tradus introducerea (prologue) dramei Erofili, scrisă de poetul cretan Gheorghe Hortatzis (începutul sec.  XVII), inspirată, la rândul ei, din piesa Orbecche a italianului Giraldi, păstrată fragmentar (154 de versuri); începe acum și traducerea Dogmaticii Sf. loan Damaschinul (se păstrează 4 capitole din cartea I).
La rugămintea patriarhului loachim al Moscovei și a mitropolitului Varlaam lasinski al Kievului, a tradus din grecește în slavo-rusă mai multe lucrări teologice: Scrisorile Sfântului Ignatie Teoforul, Constituțiile Sfinților Apostoli, Istoria bisericească și privire mistică a patriarhului Gherman I al Constantinopolului (o explicare a Sf. Liturghii), Dialog împotriva ereziilor, și despre credințe noastre a lui Simeon al Tesalonicului, 40 de cuvântări (Mărgăritare) ale unor Sfinți Părinți (34 ale Sf. loan Gură de Aur).  Tot acum a alcătuit, în slavo-rusă, o culegere de texte patristice și liturgice despre prefacerea Sfântelor Daruri.

## Psaltirea în versuri
- Ioan Bianu, Psaltirea în versurĭ (întocmita de Dosofteiŭ, Mitropolitul Moldoveĭ, 1671-1686) publicată de pe manuscrisul original și de pe edițiunea dela 1673, București, LVI +520 p., 1887
- N. A. Ursu, Dosoftei. Psaltirea în versuri. 1673.  Ediție critică de..., Iași, 1974, LX + 1165 p.
- N. Ursu, Dosoftei. Opera. I. Versuri, Ediție critică de .... Studiu introductiv de Al. Andriescu, București, 1978, Cl + 544 p.
- Augustin Z. N. Pop, Glosări la opera mitropolitului Dosoftei, Cernăuți, 1944, 45 p.
- R. Ciocan, La genese du Psautier de Dosithee, în Balcania", VII, 2, 1944, p. 428-446
- Pr. Niculae Serbănescu, O sărbătoare a cărții românești: Trei sute de ani de la apariția Psaltirii în versiuni a mitropolitului Dosoftei al Moldovei, în BOR, an.  XCI, 1973, nr.  II - 12, p. 1216-1237
- Gavril Istrate, Limba română literară în „Psaltirea în versuri” a lui Dosoftei, în MMS, an. L, 1974, nr. 9 - 12, p. 777 - 799

## Alte lucrări

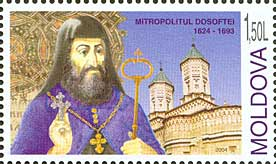
Imaginea lui Dosoftei pe o marcă poștală din Republica Moldova

- Dan Simonescu, Dosoftei traducător din dramaturgia universală, în rev. “Manuscriptum",an.III, 1972,nr. 3, p. 28-41
- N. A. Ursu, Versuri ale Dosoftei atribuite lui Miron Costin, în LR, an.  XXIII, 1974, nr. 2, p. 137-152
- C. Lacea, Untersuchtun uber Sprache der „Viața și petrecerea sfinților" des metropoliten Dosoftei, în vol. G. Weigand, Jahresbericht des Institute fur rumanische Sprache zu Leipzig, 5, 1898, p. 51- 144
- Pr. Scarlat Porcescu, Psaltirea de-nțăles, Iași, 1680, în MMS, an.  LVI, 1980, nr.6 -8, p. 605-610
- Pr. Niculae Șerbănescu, Trei sute de ani de la tipărirea la lași a „Psaltirii de-nțăles a Sfintului Împărat proroc David de către mitropolitul Dosoftei al Moldovei”, în BOR, an. XCVIII, 1980, nr.  11-12, p. 1159-1172
- D. Pușchilă, Molitvelnicul Iui Dosoftei. Studiu asupra limbii, în An.  Acad.  Rom., M.S.L., s. II, t. 36, București, 1915, p. 1 - 114;
- Pr. Paul Mihail, Molitvelnicul mitropolitului Dosoftei - 1681. La împlinirea a 300 de ani de când a fost tipărit, în MMS, an.  LVII, 1981, nr. 4-6, p. 315 - 333
- Pr. Paul Mihail, Gravură originală românească: Molitvelnicul mitropolitului Dosoftei din 168l, în MMS, an.  XXXIII, 1991, nr. 10-12, p. 640-651
- Dosoftei, Dumnmezeiasca Liturghie, Ediție critică de N. A. Ursu, Iași, 1980, LIX + 352 p.
- Pr. Ioan Ionescu, Trei sute de ani de la tipărirea Liturghierului de mitropolitul Dosoftei, în GB, an. XXXVIII, 1979, nr. 9- 10, p. 995-1015
- Nestor Vornicescu, Mitropolitul Dosoftei traducător și editor al unor texte patristice, în MMS, an.  L, 1974, nr. 9-12, P. 748-752
- Nestor Vornicescu, Scrieri patristice și post patristice în preocupările mitropolitului Dosoftei, în MO, an.  XXVI. 1974, nr. 9 - I 0, p. 718 -731
- Alexandru Elian, Mitropolitul Dosoftei și literatura patristică, în BOR, an.  XCII, 1974, nr. 11-12 p. 1350-1375
- Nestor Vornicescu, Dosoftei mitropolitul Moldovei apărător  al epiclezei euharistice, în BOR, an.  XCV, 1977, nr. 7-8, p. 717-753
- Ion Radu Mircea, Dosoftei, un rapsod al istoriei, în „Manuscriptum”, an.  VII, 1976, nr.  I , p. 37-46
- N. A. Ursu, Debutul literar al lui Dosoftei, în LR, an.  XXVI, 1977, nr. 6, p. 607-620
- N. A. Ursu, Alte traduceri necunoscute din tinerețea lui Dosoftei, în LR, an.XXVII, 1978,5, p. 495-507;
- Doru Mihăescu, Une version roumaine d'Herodote au XVII-e siecle, în RESEE, t. XVI, 1978, nr. 3, p. 529-541 și nr. 4, p. 745-770
- Antologia  Dosoftei, 1624-1693. Bibliografie, București, 1974, XXX + 102 p. (tipărit de Bibl. Centrală; Univ.  București)
- Dicționarul literaturii române de la origini până la 1900, București, 1979, p. 296-302 (bogată bibliografie)
- Mircea Păcurariu, Istoria Bisericii Ortodoxe Române, vol. II, București, 1981, p. 93-111;  (ed a II-a, București, 1994, p. 94-112)
- Preot Scarlat Porcescu, Episcopia Romanului, București, 1984, p. 190 - 204
- Dosofteiŭ, mitropolitul Moldoveĭ, 1671-1686: Psaltirea in versuri publicata de pe manuscrisul original și de pe edițiunea dela 1673, Ioan Bianu, Academia Română, 1887
- Versuri poloneze necunoscute în opera Mitropolitului Moldovei Dosoftei, Ștefan Ciobanu, Editura "Bucovina" I.E. Torouțiu, 1940

## Legături externe
- Biografia Mitropolitului Dosoftei pe situl teologilor romani Arhivat în 22 aprilie 2017, la Wayback Machine.
- Mitropolitul care a primit limba română în biserică, 14 decembrie 2008, Ștefan Ionescu-Berechet, Ziarul Lumina
- Un sfânt în slujba limbii române Arhivat în 13 septembrie 2014, la Wayback Machine., 12 decembrie 2011, Otilia Bălinișteanu, Ziarul Lumina
- Dosoftei, sfantul invatat, 17 iulie 2006, Mirela Cimpoi, Jurnalul Național
- Sfantul Ierarh Dosoftei, 13 decembrie 2012, CrestinOrtodox.ro